# Воровка (телесериал)
«Воровка» — телевизионный сериал 2001 года. Осенью 2002 года вышло продолжение «Воровка-2. Счастье напрокат».
По результатам зрительского голосования в ходе XI кинофестиваля «Виват кино России!» (2003) за роль в этом сериале актриса Лидия Вележева получила приз «Лучшая актриса сериала»

## Сюжет
История любовного треугольника. Галина Костелаки и Сергей Балашов полюбили друг друга и начали встречаться, но, встретив сестру Галины Ирину, Сергей влюбляется в неё и расстаётся с Галиной. Галина, окутанная желанием отомстить сестре-«воровке», уезжает в родной город, осваивается в нём, и оттуда устраивает Ирине козни и интриги.

## В ролях
- Лидия Вележева — Галина Костелаки
- Ольга Битюцкая — Татьяна Семёновна
- Сергей Варчук — Сергей Балашов (1-й сезон)
- Николай Добрынин — Сергей Балашов (2-й сезон)
- Антонина Венедиктова — Ирина Балашова, жена Сергея, сестра Галины
- Анна Воронова — Анюта
- Виталий Вашедский — следователь
- Владислав Галкин — Слава Макеев, друг Сергея
- Анна Гуляренко — Елена Степановна
- Илья Ильин — Валерий
- Елена Казаринова — Ступникова
- Денис Курышев — Денис, адвокат
- Елена Галибина — Сомова, врач
- Ирина Михалёва — Инга, любовница Валерия
- Юрий Назаров — Николай Степанович
- Александра Назарова — Роза Марковна
- Игорь Кашинцев — Вадим Сергеевич
- Татьяна Ошуркова — журналистка
- Александр Пашковский — Михаил Байдин
- Ольга Прокофьева — Жанна Аркадьевна Байдина, жена Михаила
- Анатолий Руденко — Артём Берестов
- Сергей Серов — Ступников
- Даниил Спиваковский — журналист
- Николай Токарев — Слава Макеев (вместо Владислава Галкина)
- Светлана Тома — Надежда
- Ирина Томская — Ольга Макеева, жена Славы, сестра Ирины и Галины
- Иван Шабалтас — Берестов, следователь
- Валентина Вьюшина — гадалка
- Николай Соловьёв — милиционер
- Алексей Гуськов
- Михаил Мамаев
- Алёна Семёнова
- Нелли Ильина-Гуцол

## Другое
- Отмечают, что актриса Вележева настолько хорошо вошла в образ героини, что в жизни с ней потом не раз возникали курьезные ситуации. Она рассказывала: "Захожу, допустим, в магазин, вдруг слышу рядом взволнованный шепот: «Сумку, сумку держи крепче, тут воры». Оглядываюсь и понимаю, что женщина имеет в виду меня. Или сижу в кафе, ко мне подходит официантка, ставит чашечку кофе и так доверительно-заговорщически спрашивает: «Вы на самом деле, в жизни, какая? Такая же дрянь, как в кино?»[3].